# Sminthurinus radiculus
Sminthurinus radiculus är en urinsektsart som beskrevs av David J. Maynard 1951. Sminthurinus radiculus ingår i släktet Sminthurinus och familjen Katiannidae. Inga underarter finns listade i Catalogue of Life.